# Liste der Monuments historiques in Caden
Die Liste der Monuments historiques in Caden führt die Monuments historiques in der französischen Gemeinde Caden auf.

## Liste der Bauwerke
| Bezeichnung        | Beschreibung | Standort                 | Kennzeichnung | Schutzstatus | Datum | Bild           |
| ------------------ | ------------ | ------------------------ | ------------- | ------------ | ----- | -------------- |
| Croix de Carlahoux | Wegekreuz    | Route de Malansac (Lage) | PA00091065    | Inscrit      | 1937  | weitere Bilder |

## Liste der Objekte
- Monuments historiques (Objekte) Caden in der Base Palissy des französischen Kultusministeriums